# Corrado di Meißen
Corrado di Wettin, detto il Grande (1097 circa – Petersberg, 5 febbraio 1157), fu margravio di Meißen dal 1123 sino a quando non rinunciò al trono il 30 novembre 1156 e margravio di Lusazia dal 1136 al 30 novembre 1156.
Inizialmente Conte sassone, divenne il sovrano di vasti possedimenti imperiali nella marca orientale e progenitore degli elettori e dei re sassoni.

## Biografia
Era figlio di Thimo di Wettin, conte di Brehna, della stirpe di Wettin, e di Ida, figlia di Ottone di Northeim. Egli fu inoltre conte di Wettin, di Brehna e di Camburg da prima del 1116. Corrado è solitamente considerato il fondatore della grandezza della dinastia dei Wettin.
Sia suo padre che suo nonno materno erano stati coinvolti nella ribellione sassone contro Enrico IV nel 1073-75. Thimo fu il primo a chiamarsi conte di Wettin dopo la sede ancestrale sul fiume Saale, mentre suo fratello maggiore Dedi governava nella marca sassone di Lusazia (marca orientale). Anche suo figlio Enrico il Vecchio divenne il primo margravio Wettin a Meißen nel 1089.
Alla morte prematura di suo padre, Corrado gli succedette come conte di Wettin e Brehna. Quando suo cugino Enrico il Vecchio morì nel 1103, sperava di essere infeudato con le marche di Lusazia e di Meißen dall'imperatore Enrico IV. Tuttavia, le sue aspettative si rivelarono vane, quando la vedova di Enrico, Gertrude di Brunswick, diede alla luce un figlio postumo, Enrico II. Quando Enrico II raggiunse la maggiore età nel 1121, fece una campagna contro suo zio e lo fece imprigionare. Corrado finì in prigione, ma evitò questo destino quando Enrico II morì nel 1123 all'età di vent'anni, presumibilmente avvelenato.
Ora capo della dinastia Wettin, Corrado vide le sue aspirazioni avverarsi. Successe a Enrico II come conte di Eilenburg e rivendicò anche la Lusazia e Meißen. Tuttavia, quello stesso anno, l'imperatore Enrico V infeudò il conte Wiprecht di Groitzsch con entrambe le marche. Il furioso Corrado strinse, allora, un'alleanza con il duca sassone Lotario di Supplimburgo e con l'appoggio di diversi nobili locali espulse Wiprecht. Il duca Lotario ignorò il conferimento imperiale e nominò Corrado margravio di Meißen; nominò anche il conte Alberto di Ballenstedt margravio di Lusazia. Poiché Wiprecht non era in grado di tenere testa ai suoi due avversari, Corrado rimase saldamente al potere a Meißen alla morte di Wiprecht nel maggio 1124.
Nel 1136, alla morte del figlio di Wiprecht, Enrico di Groitzsch, Lotario, nel frattempo divenuto imperatore, lo nominò anche margravio di Lusazia. Governò anche le terre Milceni intorno a Bautzen (in seguito note come Alta Lusazia), che erano state riacquistate dalla Polonia e rimasero parte di Meißen, mentre la marca di Lusazia fu ridotta alla sola Bassa Lusazia. Ottenuto lo status di principe imperiale, il margravio Corrado fece colonizzare i territori polabi da coloni fiamminghi nel corso della migrazione dell'Ostsiedlung e pose le basi per lo sviluppo dei domini di Wettin in Alta Sassonia.
Nel 1143 Corrado divenne anche conte di Groitzsch e Rochlitz e Vogt di Chemnitz e Naumburg. Nel 1147, mentre Corrado III di Svevia si trovava impegnato nella seconda crociata, Corrado di Meißen aderì alla crociata contro gli Obodriti e i Wagri, con Enrico il Leone, Adalberto di Salzwedel, Alberto di Ballenstedt, il vescovo di Magdeburgo e l'arcivescovo di Brema. Nell'agosto di quell'anno, Corrado ed Alberto, con i vescovi di Magdeburgo, Havelburg e Brandeburgo, ammassarono le loro forze nel Magdeburgo. Il principe obodrita Niklot e le sue fortezze di Dubin e Dimin vennero assediate. Anche Pribislavo, altro principe obodrita e figlio di Niklot, venne costretto a convertirsi al cristianesimo e siglò la pace con i conquistatori.
Negli anni successivi egli fondò il monastero di San Pietro di Lauterberg (Petersberg), nel quale si ritirò il 30 novembre 1156. Qui morì l'anno successivo e venne sepolto con la moglie Liutgarda (Lucarda) di Elchingen.

## Famiglia e figli
Sposò Liutgarda di Elchingen (1104-1146) nel 1119, figlia di Adalberto di Ravenstein, conte di Elchingen, e di Berta di Boll, un tempo erroneamente ritenuta una Staufer. Essi ebbero:
- Enrico, che morì giovane;
- Ottone II, successore di Corrado nel margraviato di Meißen dal 1156 alla morte;
- Teodorico II, successore di Corrado nella marca di Lusazia dal 1156 alla morte;
- Dedi III, successore di Teodorico II in Lusazia dal 1185 alla morte;
- Enrico I, conte di Wettin († 1181), che sposò Sofia († 1189/1190), la quale sposò in seconde nozze Ermanno di Turingia; forse da identificare con la figlia del conte Federico II di Sommerschenburg, conte palatino di Sassonia e della contessa Liutgarda di Stade (in seguito regina della Danimarca dopo il matrimonio con Eric III di Danimarca);
- Federico I di Brehna (1126 circa–1182);
- Gertrude († circa 1191), che sposò il conte Gunther II di Schwarzburg;
- Oda († circa 1190), badessa di Gerbstedt;
- Adela di Meißen († 1181), che sposò re Sweyn III di Danimarca († 1157), e sposò in seconde nozze il conte Adalberto di Ballenstedt († 1171);
- Berta, badessa di Gerbstedt;
- Sofia († 1190), che sposò il conte Gebeardo I di Burghausen;
- Agnese II, principessa-badessa di Quedlinburg († 1203).

## Ascendenza
|                        |                      |                            | Genitori                  |  |  | Nonni |  |  | Bisnonni         |  |  | Trisnonni             |  |
|                        |                      |                            |                           |  |  |       |  |  | Dedi I di Wettin |  |  | Teodorico I di Wettin |  |
|                        |                      |                            |                           |  |  |       |  |  | Dedi I di Wettin |  |  | Teodorico I di Wettin |  |
|                        |                      | Jutta di Merseburgo        |                           |  |  |       |  |  | Dedi I di Wettin |  |  |                       |  |
| Teodorico I di Lusazia |                      |                            |                           |  |  |       |  |  | Dedi I di Wettin |  |  |                       |  |
|                        |                      | Thietburga di Haldensleben | Teodorico di Haldensleben |  |  |       |  |  |                  |  |  |                       |  |
|                        |                      | Thietburga di Haldensleben | Teodorico di Haldensleben |  |  |       |  |  |                  |  |  |                       |  |
|                        |                      | Thietburga di Haldensleben | …                         |  |  |       |  |  |                  |  |  |                       |  |
| Thimo di Wettin        |                      | Thietburga di Haldensleben |                           |  |  |       |  |  |                  |  |  |                       |  |
|                        |                      | Eccardo I di Meißen        | Günther di Merseburgo     |  |  |       |  |  |                  |  |  |                       |  |
|                        |                      | Eccardo I di Meißen        | Günther di Merseburgo     |  |  |       |  |  |                  |  |  |                       |  |
|                        |                      | Eccardo I di Meißen        | Dubrawka                  |  |  |       |  |  |                  |  |  |                       |  |
| Matilde di Meißen      |                      | Eccardo I di Meißen        |                           |  |  |       |  |  |                  |  |  |                       |  |
|                        |                      | Swanehilde di Sassonia     | Ermanno di Sassonia       |  |  |       |  |  |                  |  |  |                       |  |
|                        |                      | Swanehilde di Sassonia     | Ermanno di Sassonia       |  |  |       |  |  |                  |  |  |                       |  |
|                        |                      | Swanehilde di Sassonia     | Oda                       |  |  |       |  |  |                  |  |  |                       |  |
| Corrado di Meißen      |                      | Swanehilde di Sassonia     |                           |  |  |       |  |  |                  |  |  |                       |  |
|                        | Bernardo di Northeim | …                          |                           |  |  |       |  |  |                  |  |  |                       |  |
|                        | Bernardo di Northeim | …                          |                           |  |  |       |  |  |                  |  |  |                       |  |
|                        | Bernardo di Northeim | …                          |                           |  |  |       |  |  |                  |  |  |                       |  |
| Ottone di Northeim     | Bernardo di Northeim |                            |                           |  |  |       |  |  |                  |  |  |                       |  |
|                        |                      | Eilika                     | …                         |  |  |       |  |  |                  |  |  |                       |  |
|                        |                      | Eilika                     | …                         |  |  |       |  |  |                  |  |  |                       |  |
|                        |                      | Eilika                     | …                         |  |  |       |  |  |                  |  |  |                       |  |
| Ida di Northeim        |                      | Eilika                     |                           |  |  |       |  |  |                  |  |  |                       |  |
|                        |                      | Ottone II di Svevia        | Azzo di Lotaringia        |  |  |       |  |  |                  |  |  |                       |  |
|                        |                      | Ottone II di Svevia        | Azzo di Lotaringia        |  |  |       |  |  |                  |  |  |                       |  |
|                        |                      | Ottone II di Svevia        | Matilde di Germania       |  |  |       |  |  |                  |  |  |                       |  |
| Richenza di Svevia     |                      | Ottone II di Svevia        |                           |  |  |       |  |  |                  |  |  |                       |  |
|                        |                      | …                          | …                         |  |  |       |  |  |                  |  |  |                       |  |
|                        |                      | …                          | …                         |  |  |       |  |  |                  |  |  |                       |  |
|                        |                      | …                          | …                         |  |  |       |  |  |                  |  |  |                       |  |
|                        |                      | …                          |                           |  |  |       |  |  |                  |  |  |                       |  |